# Rush (serie)
Rush es una serie de videojuegos de carreras por la compañía con sede en América Atari Games y publicado por Atari Games y Midway Games para videoconsolas. La serie debutó mundialmente en 1996. Los juegos consisten principalmente de carreras con varios autos, y algunas extensiones, incluyendo acrobacias en carreras. Desde L.A. Rush la serie ha adoptado su atmósfera de carreras ilegales.

## SerieRush

### San Francisco Rush: Extreme Racing
El original San Francisco Rush: Extreme Racing fue lanzado en 1996 en los arcades e incluía 3 pistas y 8 autos.

#### San Francisco Rush: Extreme Racing(consola)
La versión original de arcade fue seguida por la versión de consola para la Nintendo 64 en 1997. Este incluía 3 autos adicionales (llevando el total de 11) y cuatro pistas adicionales (llevando el total de 7; 1 de estas pistas fue oculta). El juego también incluía nuevos atajos que no estaban en las tres pistas del original de arcade. Con la sexta pista del juego es una pista de acrobacias oculta. Algunos meses después del lanzamiento del juego, había rumores acerca de un bonus "Pista de Alcatraz" oculta con el juego. Vía un código especial, o mediante tal hardware como Gameshark, una versión incompleta de la pista Alcatraz podía ser disponible con el juego. Los desarrolladores del juego más tarde revelaron, vía entrevistas con IGN, que la pista estaba originalmente para ser incluida en el lanzamiento final, pero fue cancelado por el publicador debido a al cartucho funcionando fuera de espacio para tener la pista finalizada. Enseguida, los desarrolladores decidieron ocultar la pista con el juego, más bien que le eliminaron completamente. La versión hace como un beta, con muchas texturas incompletas en la pista y carece de muchos atajos. La versión finalizada de la pista fue eventualmente lanzada en "San Francisco Rush The Rock: Alcatraz Edition" en arcades y Rush 2 para la Nintendo 64.

#### San Francisco Rush The Rock: Alcatraz Edition
También lanzado en 1997, San Francisco Rush The Rock: Alcatraz Edition incluido las 4 nuevas pistas de la versión de consola y atajos adicionales añadidos para todos. 4 nuevos autos fueron también añadidos que están además incluidos en el  Rush 2.

### Rush 2: Extreme Racing USA
Rush 2: Extreme Racing USA fue lanzado en 1998 en la Nintendo 64. Este es el primer juego en la serie que no incluye el centro de tres pistas del original San Francisco Rush, y el primer, y único, que incluye múltiples ciudades para correr. Es además el primer juego Rush en tener una oportuna pista de acrobacias  (más bien  que la pista de acrobacias oculta en la versión de Nintendo 64 de San Francisco Rush). Como el último juego de consola, nuevos autos son desbloqueados coleccionando llaves pero ahora Mountain Dew puede estar también figurando. Rush 2 incluye cada auto que fue usado en sus predecesores e incluye algunos más (ambos oculto y por defecto) que son nuevos para Rush.

### San Francisco Rush 2049
San Francisco Rush 2049 fue lanzado en arcades en 1999. Tiene 4 nuevas pistas así como una pista de regreso, Alcatraz, reinventada para el futuro. Distinto a Rush 2, Rush 2049 no trae demasiados autos de los juegos anteriores. Excepto por dos autos de regreso, todos los autos en este juego son nuevos. Algo nuevo es Rush 2049 usa monedas, que reemplaza llaves cuando se desbloquean nuevos autos. Dos versiones excepcionales de Rush 2049 existen: SF Rush 2049 TE y SF Rush 2049 SE, cuales son para "Tournament Edition" y "Special Edition", respectivamente. Estos juegos tienen 2 pistas adicionales y un número de autos adicionales, así como parches (principalmente para eliminar determinadas dudosas prácticas de carreras). La versión SE fue producida por Betson Enterprises y lanzada en 2003.

#### San Francisco Rush 2049(consola)
La versión de consola de San Francisco Rush 2049 fue lanzada en 1999 para la Dreamcast y Nintendo 64 con mayores cambios. La pista de Alcatraz de la versión de arcade fue removida para hacer paso para mejoras de modo acrobacia. Nuevos modos introducidos son batalla multijugador y pista especial de obstáculos. El juego incluye las 2 pistas de carreras de "Tournament Edition", 4 arenas de acrobacias, y 8 lugares de batalla. Una nueva característica para autos es las alas, una marca registrada está que da al jugador control de eje sobre su auto y un ligeramente más gradual descenso mientras vuela. Como un bonus oculto, en pista 2 está pequeño lugar de acrobacias oculto cerca de los garajes de apartamiento. Aunque difícilmente contiene ciertas rampas para saltar, dos monedas de oro residen ahí y hace extensivo uso de ambos verde y rojo "zip strips", que también provee bonus de impulsos para el auto del jugador.
La versión de Dreamcast del juego fue además incluida en la colección Midway Arcade Treasures 3 para la Playstation 2, Xbox, y Gamecube.

### L.A. Rush
L.A. Rush es el cuarto juego en la serie Rush, con un diseño de mundo abierto y vehículos con licencia.

## Juegos
- San Francisco Rush: Extreme Racing (Arcade, Nintendo 64, PlayStation, Microsoft Windows, PlayStation 2, Xbox, GameCube)
- Rush 2: Extreme Racing USA (Nintendo 64)
- San Francisco Rush 2049 (Arcade, Nintendo 64, Game Boy Color, Dreamcast, Microsoft Windows)
- L.A. Rush (PlayStation 2, Xbox, Microsoft Windows, PlayStation Portable, Gizmondo)[3]

La compilación Midway Arcade Treasures 3 lanzada para la GameCube, PS2, y Xbox en 2005 contiene ports de San Francisco Rush The Rock: Alcatraz Edition y la versión de Dreamcast de San Francisco Rush 2049. La compilación Midway Arcade Treasures Deluxe Edition de PC de 2006 también incluye esos ports.
- Hot Rod Rebels (Arcade) La secuela no publicada de San Francisco Rush 2049, que fue cancelada antes de que fuera terminado.